# Aprendizagem motora
A aprendizagem motora refere-se, em um sentido mais amplo, às mudanças nos movimentos de um organismo que acabam por refletir mudanças na estrutura e função do sistema nervoso. O aprendizado motor ocorre em escalas de tempo e graus de complexidade variados: os humanos aprendem a andar ou falar ao longo dos anos, todavia continuam a se ajustar às mudanças de altura, peso, força e outros ao longo de suas vidas. O aprendizado motor permite que os animais ganhem novas habilidades e melhora a suavidade e a precisão dos movimentos, em alguns casos através da calibragem de movimentos simples como os reflexos. A pesquisa de aprendizagem motora frequentemente considera variáveis contribuintes para a formação do programa motor (isto é, comportamento motor habilidoso subjacente), sensibilidade dos processos de detecção de erros e força dos esquemas de movimento (ver "programa motor"). A aprendizagem motora é "relativamente permanente", já que a sua capacidade de responder apropriadamente é adquirida e retida. Ganhos temporários no desempenho durante a prática ou em resposta a alguma perturbação são frequentemente denominados de adaptação motora, uma forma transitória de aprendizagem. A pesquisa neurocientífica sobre aprendizagem motora preocupa-se com as partes  representantes dos movimentos e programas motores do cérebro e da medula espinhal e como o sistema nervoso processa a resposta a fim de alterar a conectividade e as forças sinápticas. Em um nível comportamental, a pesquisa se concentra no projeto e no efeito dos principais componentes que impulsionam a aprendizagem motora, ou seja, na estrutura da prática e na resposta. O tempo e a organização da prática podem influenciar a retenção de informações, à exemplo como as tarefas podem ser subdivididas e praticadas (veja também práticas variadas), e a forma precisa de uma resposta pode ser de influência na preparação, antecipação e orientação do movimento.

## Abordagem comportamental

### Estrutura da prática e interferência contextual
A interferência contextual foi originalmente definida como "interferência funcional responsável pelo melhoramento da memória na aprendizagem". O efeito de interferência contextual é "o efeito na aprendizagem do grau de interferência funcional encontrado em uma situação prática quando diversas tarefas devem ser aprendidas e praticadas juntas".  A variabilidade da prática (ou prática variada) é um componente importante para a interferência contextual, pois ela acaba por colocar variações da tarefa na aprendizagem. Embora a prática variada possa levar a um desempenho insatisfatório durante a fase de aquisição, ela é importante para o desenvolvimento dos esquemas, os quais são responsáveis pela montagem e pela melhor retenção e transferência da aprendizagem motora.
Apesar das melhorias no desempenho observadas em uma série de estudos, uma limitação do efeito de interferência contextual é a incerteza em relação à causa das melhorias de desempenho, visto que muitas variáveis sofrem uma manipulação constante. Em uma revisão literária, os autores identificam a existência de poucos padrões para explicar as melhorias em experimentos que utilizam o paradigma de interferência contextual. Apesar de não existirem padrões na literatura, áreas comuns ou limitações que justifiquem os efeitos de interferência ocorreu a identificação de:
1. Ainda que as habilidades aprendidas exigissem movimentos do corpo inteiro, a maioria das tarefas possuía uma característica em comum: todas elas continham componentes capazes de ser isolados.
2. A maioria dos estudos apoiadores do efeito de interferência empregaram movimentos lentos os quais permitiram ajustes de movimento durante a sua execução.
3. Segundo alguns autores, a transferência bilateral é possível de ser obtida através de condições alternativas práticas, visto que uma fonte de informação pode se desenvolver em ambos dos lados do corpo. Independentemente das melhorias observadas nesses estudos, os efeitos de interferência não seriam atribuídos a suas melhorias e teria sido uma coincidência das características da tarefa e do cronograma de prática.
4. A terminologia de "habilidades complexas" não foi bem definida. As manipulações procedimentais, que variam entre os experimentos (por exemplo, alterando-se a similaridade entre as tarefas), foram citadas como contribuintes para a complexidade das habilidades.

### Feedback fornecido durante a prática
O feedback é considerado uma variável crítica para a aquisição de habilidades e é amplamente definida como qualquer tipo de informação sensorial relacionada a uma resposta ou a um movimento. O feedback intrínseco é produzido por resposta - ocorre normalmente quando um movimento é realizado e as fontes podem ser internas ou externas ao corpo. Fontes típicas de feedback intrínseco incluem visão, propriocepção e audição. Enquanto o feedback extrínseco é uma informação aumentada fornecida por uma fonte externa em adição ao feedback intrínseco. O feedback extrínseco às vezes é classificado como o conhecimento do desempenho ou conhecimento dos resultados.
Vários estudos manipularam os recursos de apresentação das informações de feedback (tal como frequência, atraso, atividades interpoladas e precisão) com o propósito de determinar as condições ideais para o aprendizado. Consulte a Figura 4, a Figura 6 e a Tabela resumida 1 para uma explicação detalhada da manipulação do feedback e do conhecimento dos resultados (veja abaixo).

#### Conhecimento de desempenho
Conhecimento de desempenho (KP) ou feedback cinemático refere-se às informações fornecidas a um artista, indicando a qualidade ou padronização de seu movimento. Pode incluir-se informações quanto ao deslocamento, velocidade ou movimento articular. O KP tende a se diferenciar do feedback intrínseco e ser mais útil em tarefas do mundo real. É uma estratégia frequentemente empregada por treinadores ou profissionais de reabilitação.

#### Conhecimento dos resultados
Conhecimento dos resultados (KR) é definido como uma informação extrínseca ou aumentada fornecida a um performer após uma resposta, indicando o sucesso de suas ações em relação a uma meta ambiental.  KR pode ser redundante em conjunto com o feedback intrínseco, especialmente em cenários do mundo real. No entanto, em estudos experimentais, ele refere-se às informações fornecidas além das fontes de feedback que são automaticamente recebidas quando uma resposta é feita (ou seja, o feedback produzido pela resposta). Normalmente, o KR também é verbal ou verbalizável. O impacto do KR na aprendizagem motora foi bem estudado e algumas implicações são descritas a seguir.

##### Design experimental e conhecimento dos resultados
Com frequência, os experimentadores falham na separação do aspecto relativamente permanente de mudança na capacidade de resposta (isto é, indicativo de aprendizagem) dos efeitos transitórios (isto é, indicativo de desempenho). Na busca de dar conta disso, foram então criados projetos de transferência os quais acabam por envolver duas fases distintas.  Para visualizar tal projeto de transferência, imagine uma grade 4x4.Os títulos das colunas podem ser intitulados de "Experiência nº 1" e "Experiência nº 2" e podem indicar as condições que você deseja comparar. Os títulos das linhas são intitulados "Aquisição" e "Transferência", em que:
1. O bloco de aquisição (2 colunas) contém as condições de teste nas quais alguma variável é manipulada (ou seja, diferentes níveis de KR são aplicados) e grupos divergentes recebem tratamentos diferentes. Este bloco representa os efeitos transitórios de KR (ou seja, seu desempenho).
2. O bloco de transferência (2 colunas) contém as condições de teste nas quais essa variável é mantida como constante (ou seja, com um nível comum de KR aplicado; normalmente uma condição sem KR). Quando apresentado a uma condição sem o KR, esse bloco é uma representação dos efeitos persistentes do KR (ou seja, a aprendizagem). Por outro lado, se esse bloco é dado a assuntos em um formato onde o KR está disponível, os efeitos transitórios e persistentes do KR são complicados e não podem ser interpretados para efeitos de aprendizagem.

Após um período de descanso, as mudanças na capacidade de resposta (isto é, os efeitos) são consideradas aquelas atribuídas à aprendizagem, e o grupo com o desempenho mais eficaz é aquele que mais aprendeu.

##### Papel funcional do conhecimento dos resultados e potencial confusão de efeitos
O KR aparenta possuir diversas funções diferentes, algumas das quais podem ser vistas como temporárias ou transitórias (ou seja, efeitos de desempenho). Três dessas funções incluem: 1) motivação, 2) função associativa e 3) orientação. A influência motivacional tem a possibilidade de aumentar o esforço e o interesse do executor na tarefa em questão, assim como manter esse interesse uma vez que o KR seja removido. Ainda que a síntese de interesse na tarefa para fins de desempenho e aprendizagem seja importante, até que ponto isso acaba por afetar a aprendizagem ainda é algo desconhecido. A função associativa de KR provavelmente está envolvida na formação de conexões entre estímulo e resposta (isto é, Lei do Efeito). Todavia, tal efeito adicional não é capaz de explicar as descobertas em tarefas de transferência que manipulam a frequência relativa de KR, em específico, a diminuição da frequência relativa que resulta em um aprendizado aprimorado. Para uma discussão alternativa sobre como KR tem a possibilidade de calibrar o sistema motor para o mundo externo (veja a teoria do esquema no programa motor). O papel de orientação do KR é provavelmente o mais influente para a aprendizagem, já que tanto as fontes de feedback internas quanto as externas executam um papel de orientação no desempenho de uma tarefa motora. Conforme o executor é informado sobre os erros no desempenho da tarefa, a discrepância pode ser utilizada no melhoramento contínuo do desempenho nas tentativas seguintes. No entanto, a hipótese de orientação postula que o fornecimento de muito feedback externo e aumentado (por exemplo, KR) durante a prática pode fazer com que o aluno desenvolva uma dependência prejudicial dessa fonte de feedback. Tal ação tem a possibilidade de liderar a um desempenho superior durante a prática, porém a um desempenho ruim na transferência - uma indicação de aprendizado motor deficiente. Ademais, tal ocorrência implica que, à medida que o executante melhora, as condições de KR devem ser adaptadas de acordo com a habilidade do executor e a dificuldade da tarefa em busca da maximização do aprendizado (veja "quadro de pontos de desafio").

### Especificidade da hipótese de aprendizagem
A especificidade da hipótese de aprendizagem sugere que a aprendizagem contém uma maior eficácia quando as sessões de prática incluem condições ambientais e de movimento que se assemelham às exigidas durante a execução da tarefa, replicando o nível de habilidade alvo e o contexto para o desempenho.p. 194 Isso sugere que o benefício da especificidade na prática ocorre devido a combinação do aprendizado motor com a prática física durante o esporte ou habilidade aprendida.p. 90  Ao contrário das crenças anteriores, o aprendizado de habilidades é realizado alternando-se entre o aprendizado motor e o desempenho físico, fazendo com que as fontes de feedback realizem um trabalho conjunto. O processo de aprendizagem, especialmente em relação a uma tarefa difícil, sucede na criação de uma representação da tarefa na qual todas as informações relevantes relativas ao desempenho da tarefa são integradas. Essa representação torna-se intimamente associada ao aumento da experiência na execução da tarefa. Como resultado, remover ou adicionar uma fonte significativa de informação após um período de prática onde ela estava presente ou não, não causa a deterioração do desempenho. A alternância de aprendizagem motora e prática física pode levar a um ótimo, senão melhor, desempenho em oposição a uma prática somente física.

## Abordagem fisiológica
O cerebelo e núcleos da base são essenciais para o aprendizado motor. Como resultado da necessidade universal de um movimento devidamente calibrado, não é surpreendente que o cerebelo e os núcleos da base sejam vastamente conservados nos vertebrados, dos peixes aos humanos.
Por meio do aprendizado motor o ser humano é capaz de atingir um comportamento muito habilidoso e, através do treinamento repetitivo, pode-se esperar um certo grau de automaticidade. E embora esse possa ser um processo refinado, muito se aprendeu com o estudo de comportamentos simples. Esses comportamentos incluem condicionamento no piscar os olhos, aprendizagem motora no reflexo vestíbulo-ocular e vocalização das aves. Pesquisas na Aplysia californica, uma lesma do mar, proporcionou um conhecimento detalhado dos mecanismos celulares de uma forma simplória de aprendizado.
Um tipo de aprendizagem motora ocorre durante a operação de uma interface cérebro-computador. Á exemplo Mikhail Lebedev, Miguel Nicolelis e seus colegas demonstraram recentemente a neuroplasticidade, a qual resultou na incorporação de um atuador externo controlado por interface cérebro-computador inserida na representação neural do sujeito.
Em um nível celular, o aprendizado motor é manifestado nos neurônios do córtex motor. Através da utilização da análise de uma única célula como técnica de registro, o Dr. Emilio Bizzi e seus colaboradores demostraram que o comportamento células específicas, conhecidas como "células de memória", pode sofrer alterações duradouras com prática.
O  aprendizado motor também é realizado em um nível músculo-esquelético. Cada neurônio motor do corpo inerva uma ou mais células musculares e, em conjunto, essas células formam o que é conhecido como unidade motora. Para que uma pessoa execute até mesmo a tarefa motora mais simples, deve existir a coordenação da atividade de milhares dessas unidades motoras. Parece que o corpo lida com esse desafio através da organização de unidades motoras em módulos de unidades cuja suas atividades encontram-se correlacionadas.

## Aprendizagem motora desordenada

### Dispraxia
Deficiências associadas a dispraxia ou transtorno de coordenação do desenvolvimento (TCD) envolvem dificuldade no aprendizado de novas habilidades motoras, bem como um controle postural limitado e déficits na coordenação sensório-motora. Parece que crianças com TDC não conseguem aperfeiçoar o desempenho de tarefas motoras complexas somente através da prática. No entanto, há evidências de que um treinamento específico para cada tarefa pode melhorar o desempenho de tarefas mais simples. O prejuízo do aprendizado de habilidades pode estar correlacionado à atividade cerebral, particularmente, a uma redução da atividade cerebral em regiões associadas à prática da coordenação motora.

### Apraxia
A aprendizagem motora tem sido aplicada na recuperação do AVC e à neurorreabilitação, pois a reabilitação geralmente é um processo de reaprendizagem das habilidades perdidas por meio da prática e/ou treinamento. Apesar dos fisiatras utilizarem a prática como principal componente de uma intervenção, ainda há a permanência de uma lacuna entre o controle motor e a pesquisa de aprendizagem motora e a prática da reabilitação. Paradigmas comuns da aprendizagem motora incluem os paradigmas braço de robô, nos quais os indivíduos são encorajados a resistir contra um dispositivo portátil durante movimentos de braço específicos. Outro conceito importante na aprendizagem motora é a quantidade de prática implementada em uma intervenção. Estudos sobre a relação entre a quantidade de treinamento recebido e a retenção da memória após um determinado período de tempo têm sido um foco popular de pesquisa. Demonstrou-se que o aprendizado excessivo leva a grandes melhorias na retenção de longo prazo e pouco efeito no desempenho. Os paradigmas da prática de aprendizagem motora compararam as diferenças de esquemas de prática divergentes e propuseram que a repetição dos mesmos movimentos não é suficiente no reaprendizado de uma habilidade, pois não está claro se a verdadeira recuperação do cérebro é obtida somente devido a repetição.  Sugere-se que os métodos de compensação se desenvolvam por pura repetição e, com o propósito de obter mudanças corticais (verdadeira recuperação), os indivíduos devem ser expostos a tarefas mais desafiadoras. A pesquisa a qual implementou o aprendizado motor e a prática de reabilitação tem sido usada na população de sequelados pelo derrame e inclui treinamento de habilidades braçais, terapia de movimento induzido por restrição, estimulação neuromuscular desencadeada por eletromiografia, terapia robótica interativa e reabilitação baseada em realidade virtual. Um estudo recente de condicionamento isquêmico foi fornecido por meio da inflação e deflação do medidor de pressão arterial no braço, com finalidade de se facilitar o aprendizado. Foi-se demonstrado pela primeira vez em humanos e animais que o condicionamento isquêmico é capaz de melhorar o aprendizado motor e que o aprimoramento é mantido ao longo do tempo. Os benefícios potenciais do condicionamento isquêmico se estendem muito além do AVC até outras populações de reabilitação neurológica, geriátrica e pediátrica. Essas descobertas foram publicadas nas notícias da Global Medical Discovery.